# الحركة السودانية للجان الثورية
كانت الحركة السودانية للجان الثورية حركة سياسية في السودان، تستند إيديولوجيتها إلى الكتاب الأخضر لمعمر القذافي. تأسست المنظمة في مايو 1985. وقد دعمت الحكومة الليبية مالياً الحركة التي ظهرت كثمرة للجبهة الشعبية الاشتراكية السودانية التي تتخذ من طرابلس مقراً لها. قاد الحركة عبد الله زكريا (يشاع أنه مؤلف مشارك في الكتاب الأخضر).
وهي حركة تدعو سلطة الشعب الديمقراطية المباشرة من خلال افكار النظرية العالمية الثالثة. وبحلول أواخر عام 1987، بدت الحركة خاملة إلى حد كبير، حيث كان الاهتمام الشعبي بالمشاركة في أنشطة اللجان الثورية ضعيفًا.